# جاستن بلاكمون
جاستن بلاكمون (بالإنجليزية: Justin Blackmon) هو لاعب كرة قدم أمريكية أمريكي، ولد في 9 يناير 1990 في أوسيانسيدي في الولايات المتحدة.

## وصلات خارجية
- جاستن بلاكمون على موقع إي إس بي إن.كوم (أن.أف.أل)3
- جاستن بلاكمون على موقع مرجع كرة القدم المحترفة.كوم (الإنجليزية)
- جاستن بلاكمون على موقع كلية كرة القدم في سبورتس رفرنس.كوم (الإنجليزية)